# Виллартс, Абрахам
Абрахам Виллартс (нидерл. Abraham Willaerts; ок. 1603, Утрехт — 18 октября 1669, Утрехт) — голландский живописец, пейзажист, мастер марин, изображавший гавани, корабли и море. Также написал ряд одиночных и семейных портретов.

## Семья Виллартсов
Абрахам был членом большой семьи голландских художников из Утрехта. Его отец — Адам Виллартс (1577—1644) — живописец-маринист. Абрахам Старший был в 1611 году одним из основателей утрехтской гильдии Святого Луки, а также регентом Госпиталя Святого Иова. Его старшая дочь была замужем за художником Корнелисом Ньюпортом, а младшая — за Якобом Гиллигом. Живописцами были и братья Абрахама: Корнелис Адамс (?—1666) и Исаак Виллартс (ок. 1620—1693). Изображения морских гаваней и кораблей они сделали своим семейным делом.

## Биография Абрахама Виллартса
Абрахам родился в Утрехте, обучался у отца, живописца-мариниста. Позднее учился у утрехтского караваджиста Яна ван Бейлерта. В 1624 году он стал членом утрехтской гильдии Святого Луки. В 1628 году отправился в Париж, где работал в мастерской выдающегося французского художника Симона Вуэ. Вернулся на родину в 1635 году.
В 1637 или 1638 году Виллартс отбыл на корабле в Бразилию в свите графа Джона Мориса Нассау-Зигена, губернатора голландских владений в Бразилии. В 1641 году граф отправил его с голландским флотом из Бразилии в Анголу (где голландцы только что захватили Сан-Паулу-ди-Лоанда и остров Томе) с миссией наблюдать за обычаями и нравами местного населения. Среди созданных Виллартсом картин были портреты короля Конго Гарсиа II и Нинги Мбанде, королевы Ндонго и Матамбы, которая тогда объединилась с голландцами против португальцев. Виллартс также, вероятно, отвечал за содержание, если не за исполнение, иллюстраций к географической книге Ольферта Даппера «Описание Африки» (1668).
Абрахам Виллартс вернулся в Нидерланды в 1644 году и остановился у выдающегося архитектора и живописца Якоба ван Кампена в его замке Ранденбрук недалеко от Амерсфорта.
В 1659—1660 годах Виллартс посетил Рим. В Вечном городе он присоединился к группе «Перелётные птицы» (нидерл. Bentvueghels, или «Бент» (нидерл. bent — клуб, собрание, нидерл. Bent vogels) — сообществу, или «братству», иностранных художников, прибывавших в католический Рим из северных стран (главным образом из Нидерландов и Германии). В группе было принято давать художникам новые имена, так называемое «изогнутое имя». Виллартсу присвоили изогнутое имя «Индеец» (Indian), вероятно, из-за его путешествий среди бразильских племен. Далее Абрахам Виллартс отправился на юг, в Неаполь, где, скорее всего, и нашёл вдохновение для своих воображаемых видов средиземноморских портов.

## Художественный стиль
«Марины» Абрахама Виллартса почти неотличимы от картин отца, они подписаны только монограммой, что также доставляет сложности при их атрибуции, вынужденно опирающейся на еле заметные различия манер живописи отца и сына. Б. Р. Виппер подчёркивал несколько «жёсткую и пёструю по краскам манеру», характерную в целом для марин утрехтских мастеров. Однако для Виллартсов типично также использование эффектов освещения — изображение Солнца на восходе и закате, отражающегося в водах.
Абрахам Виллартс предпочитал живопись с передачей свето-воздушной среды. Помимо голландских гаваней и прибрежных сцен, он также писал виды средиземноморской гавани (реальные и воображаемые), такие как гавань Неаполя (Национальный морской музей, Лондон). Несмотря на шестилетнее пребывание Виллартса в Бразилии и Анголе, его композиции никогда не затрагивали бразильские или африканские темы.
Виллартс Младший написал серию портретов, он добавлял портреты на переднем плане некоторых сцен в гавани на картинах отца. Он также сотрудничал с мастером натюрморта Виллемом Ормом, в частности, над «Рыбным натюрмортом с бурным морем», в котором морской пейзаж сочетается с рыбами на переднем плане.
Голландские марины были особенно популярны в России XVIII—XIX веков. В санкт-петербургском Эрмитаже имеется пять картин Виллартса-отца, две Абрахама Виллартса и одна картина его брата Корнелиса Адамса. Особенно часто удостаивается внимания эрмитажная марина Абрахама Виллартса «Бурное море».

## Галерея

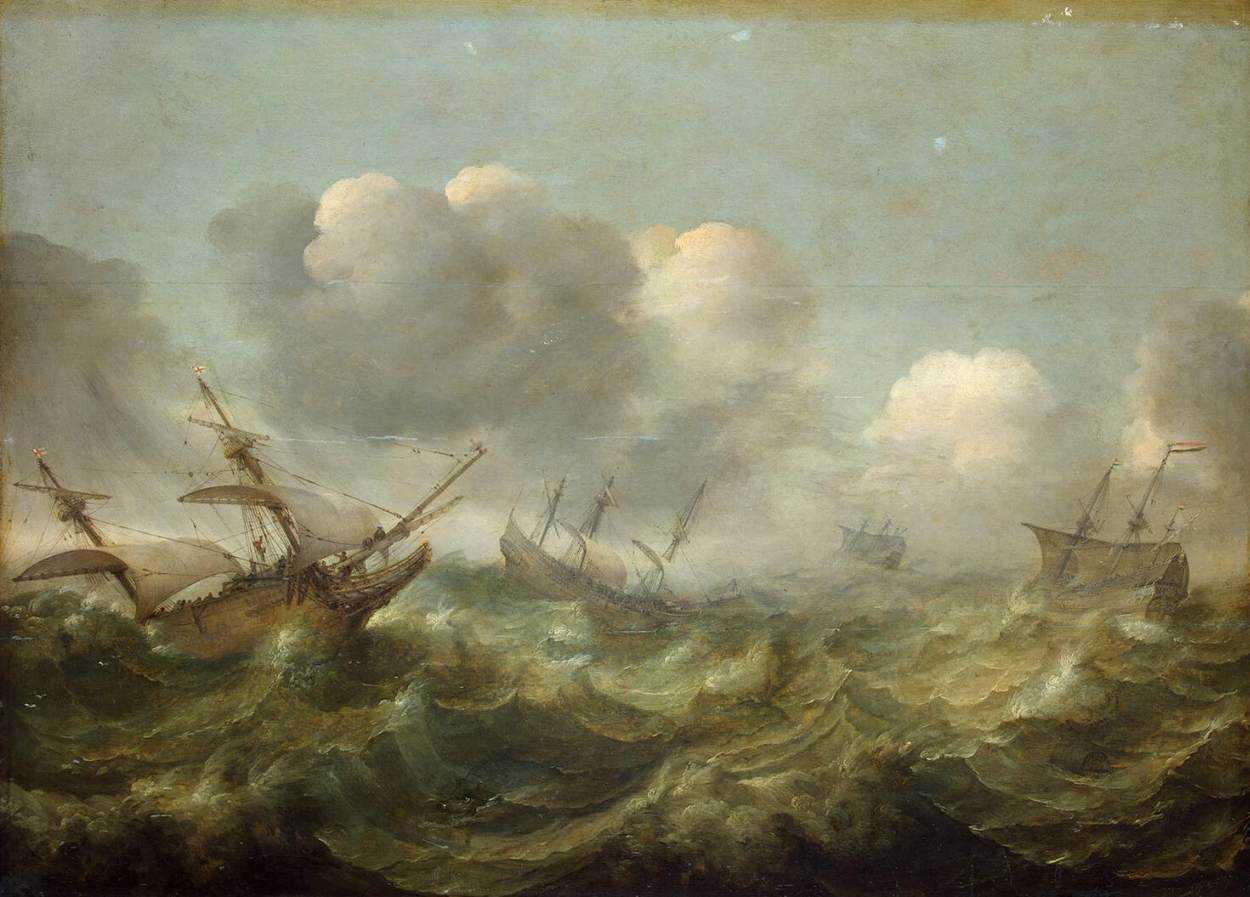
Бурное море. 1626. Дерево, масло. Государственный Эрмитаж, Санкт-Петербург
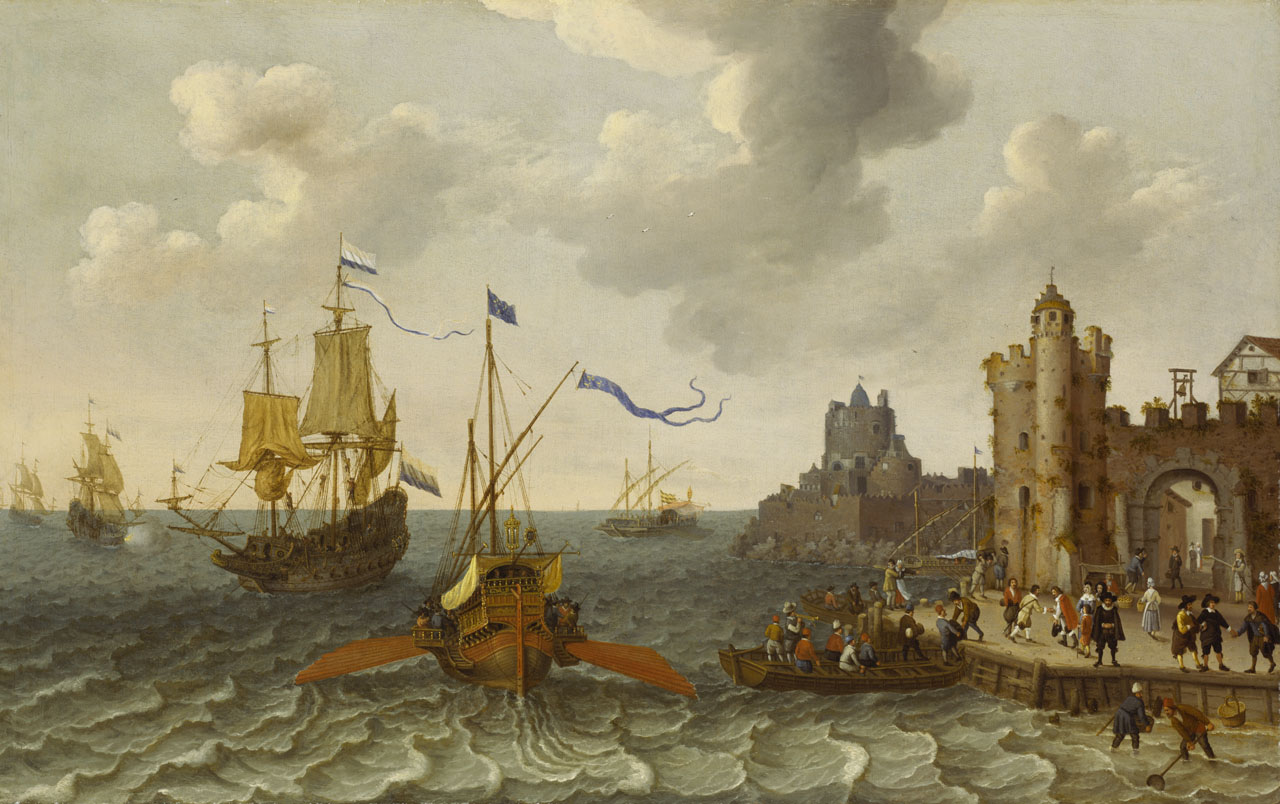
Французская галера и голландские военные корабли у порта. Холст, масло. Королевские музеи, Гринвич, Лондон
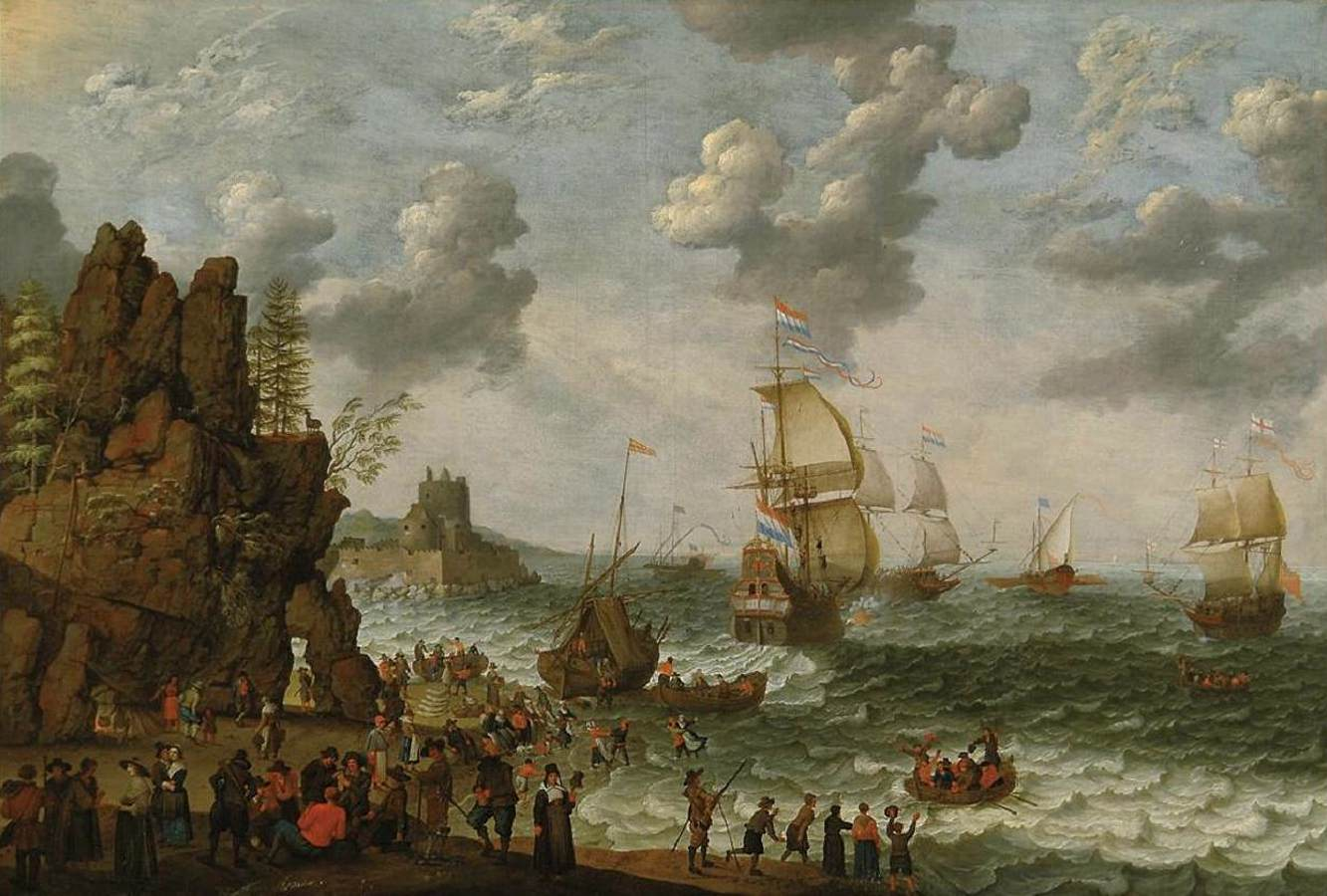
Корабли у скального берега. 1647. Холст, масло. Музей Франса Халса, Харлем
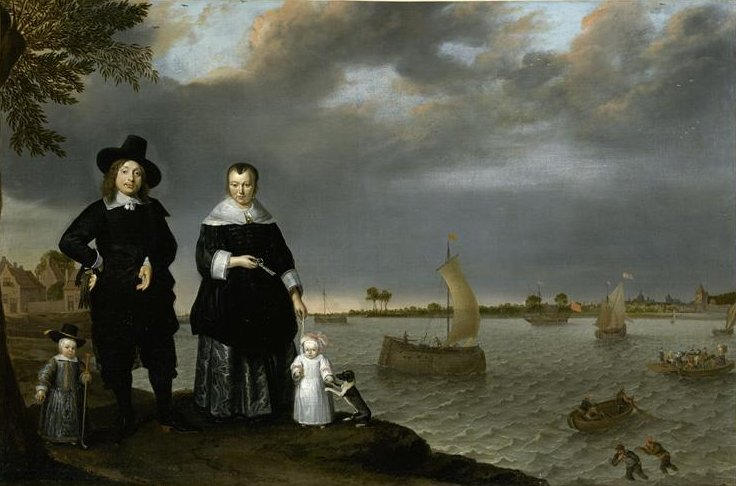
Судовладелец и его семья. 1650. Холст, масло. Музей изящных искусств, Валансьен
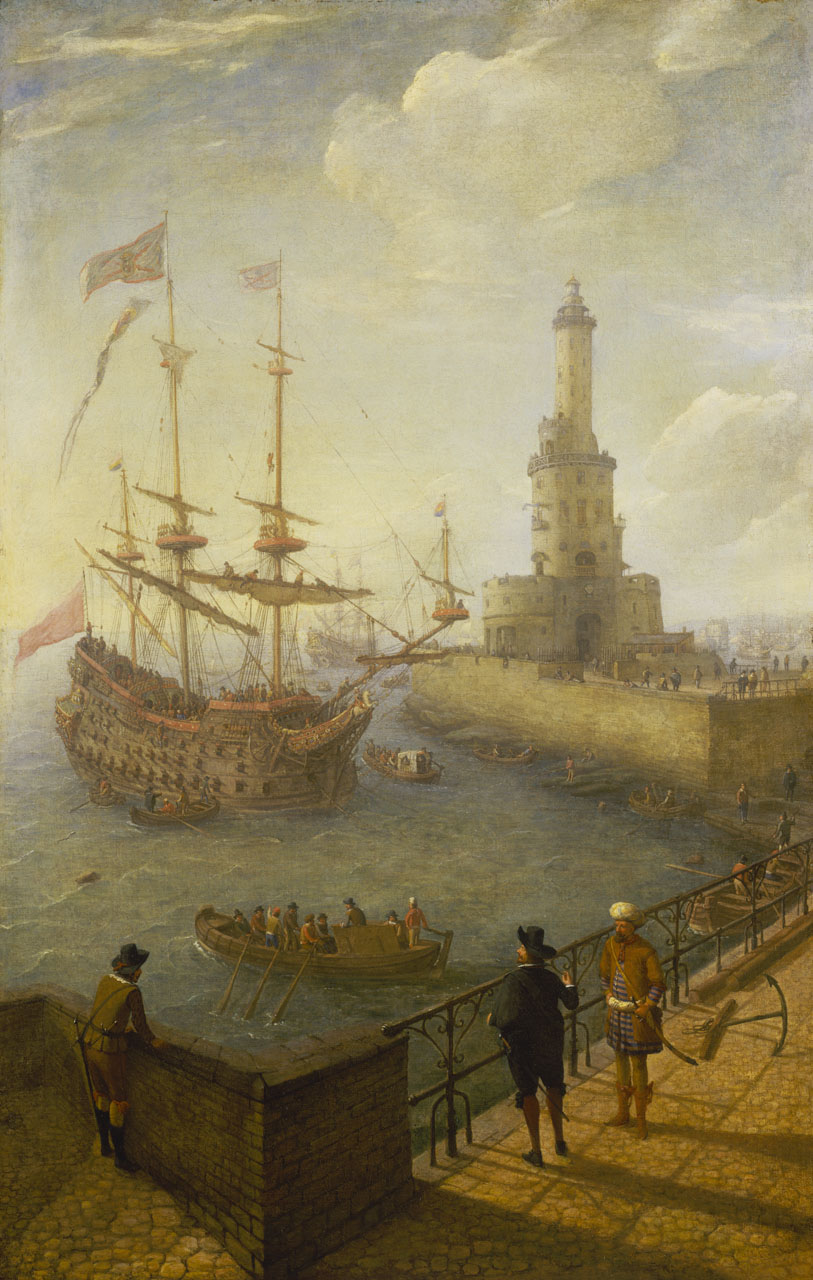
Испанский трёхпалубный корабль на якоре у Неаполя. 1669. Холст, масло. Королевские музеи, Гринвич, Лондон
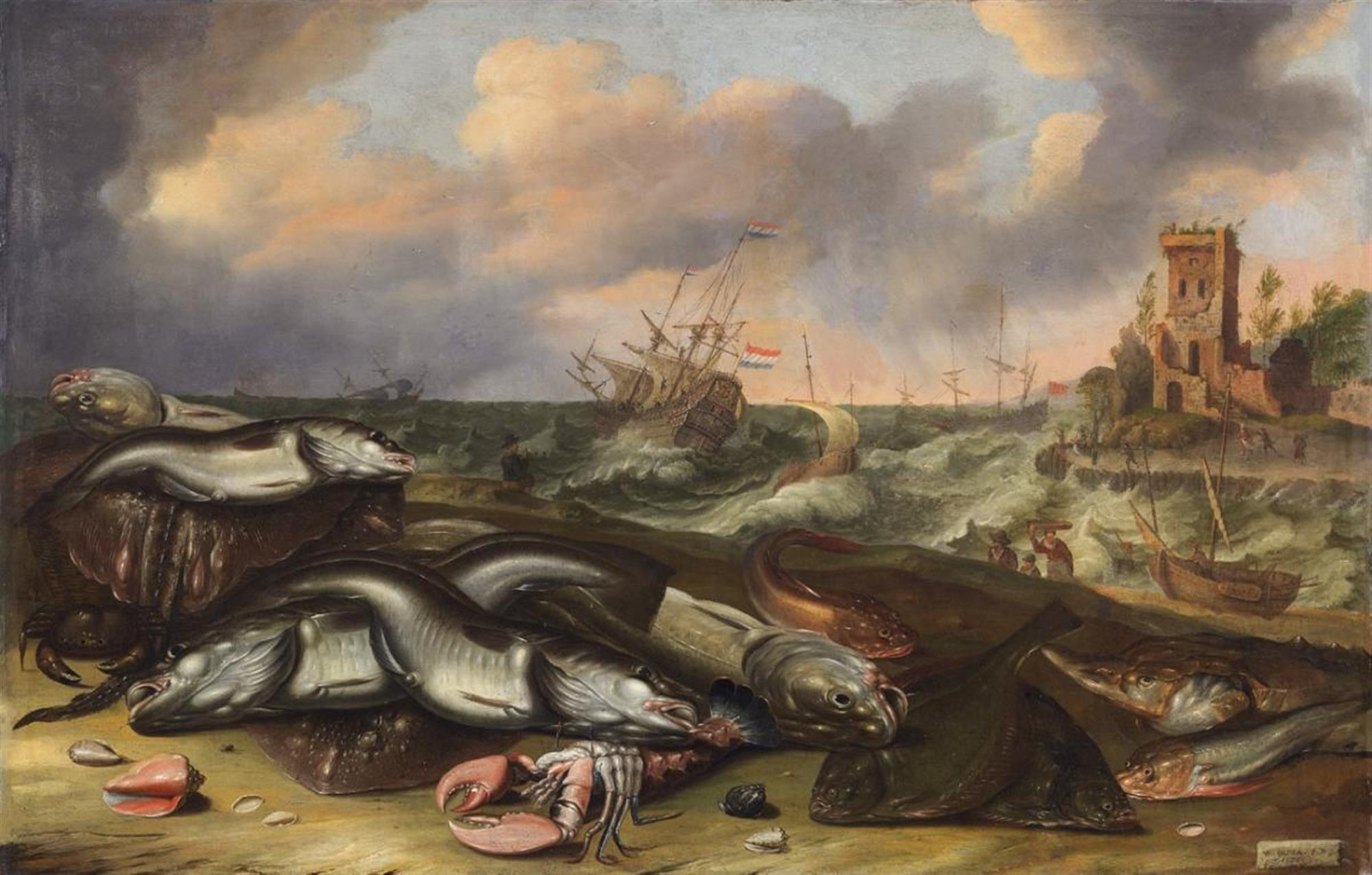
Виллем Орм и А. Виллартс. Рыбный натюрморт с бурным морем. 1636. Холст, масло. Частное собрание
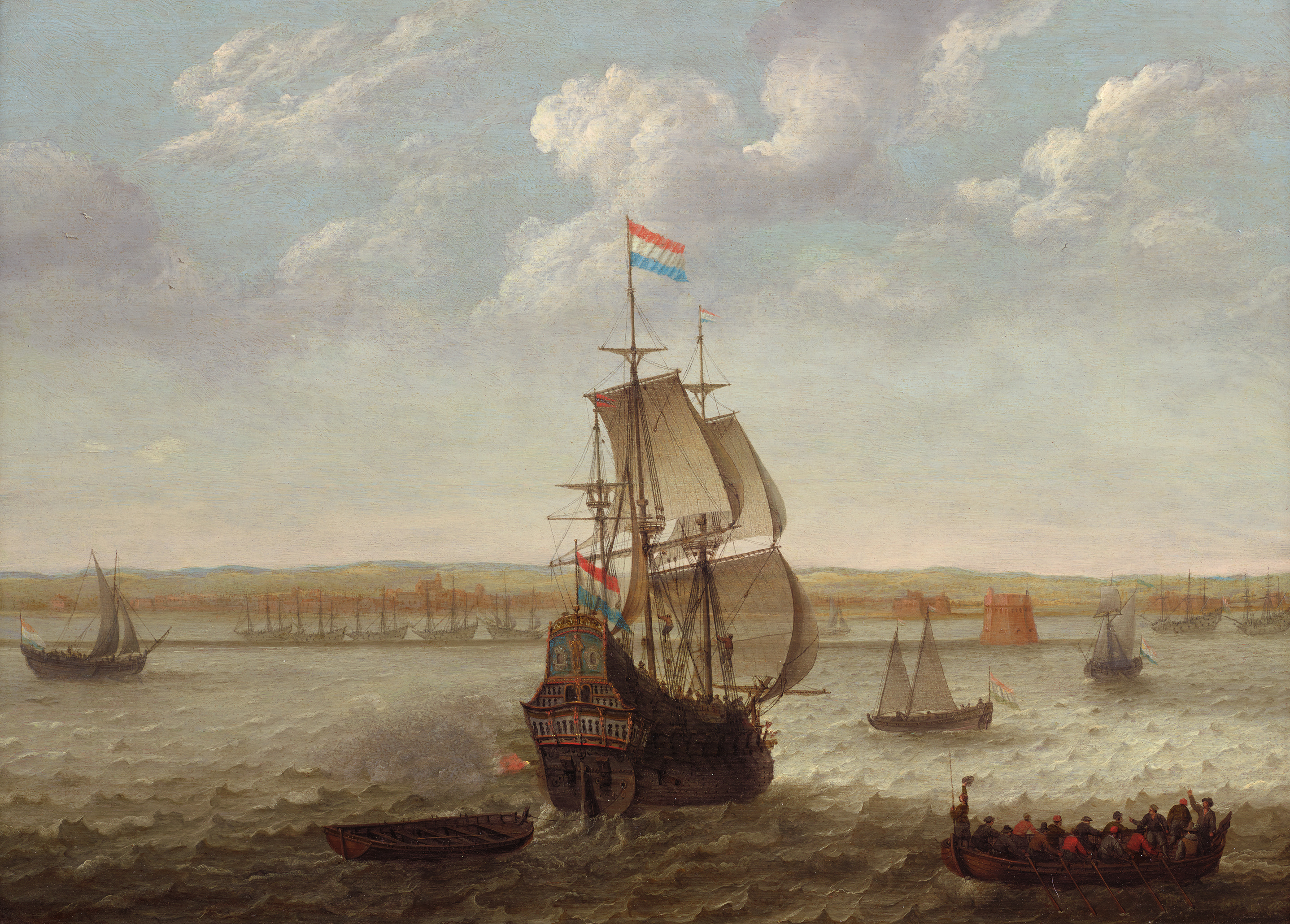
Голландские корабли на рейде Ресифе, Бразилия. 1640. Холст, масло. Музей судоходства, Амстердам